# Henri Leeuw jr.

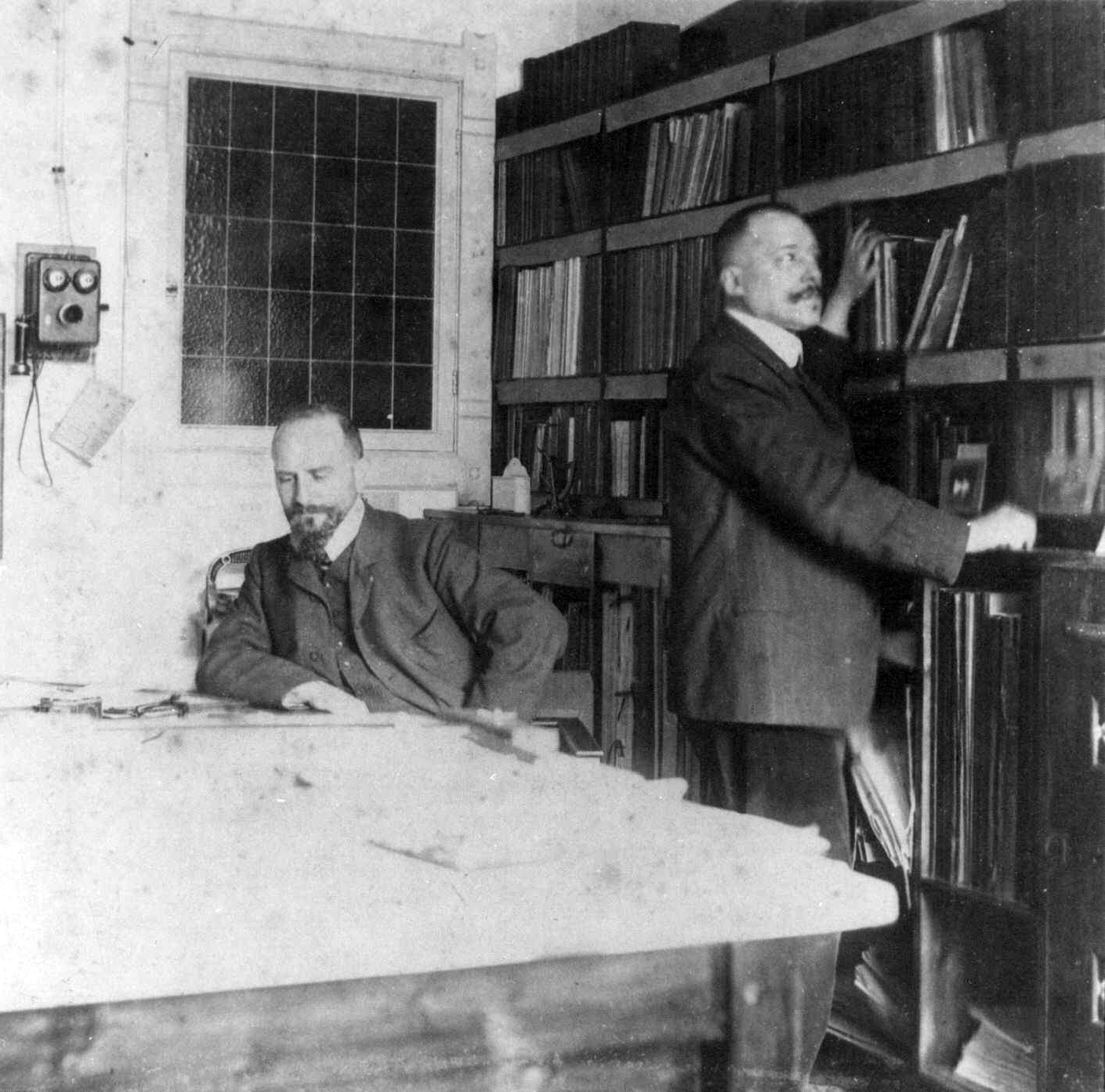
Henri Leeuw (rechts) und Oscar in ihrem Architekturbüro (um 1910)

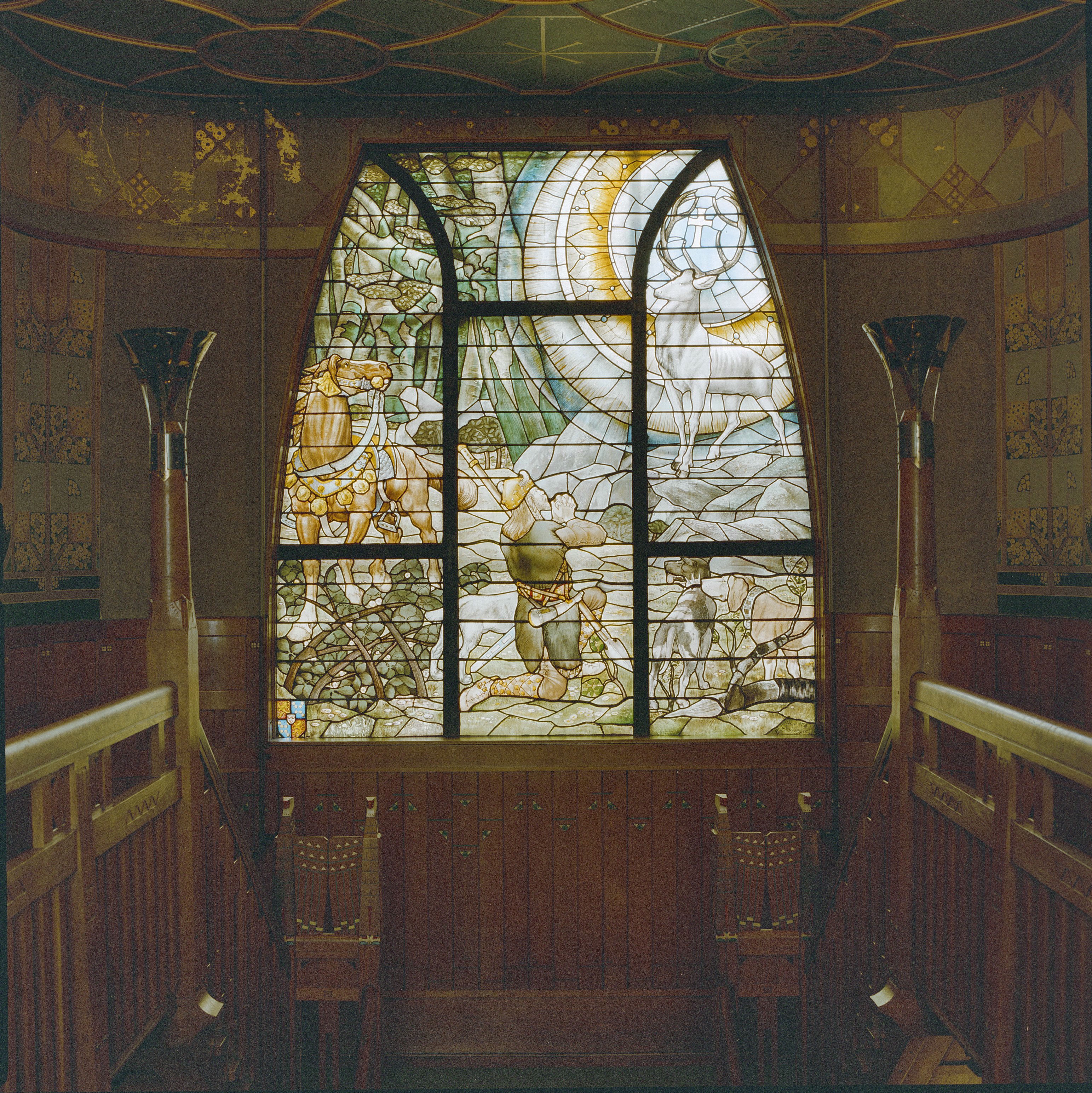
Glasfenster mit Darstellung der Hubertuslegende im Jagdschloss de Mookerheide

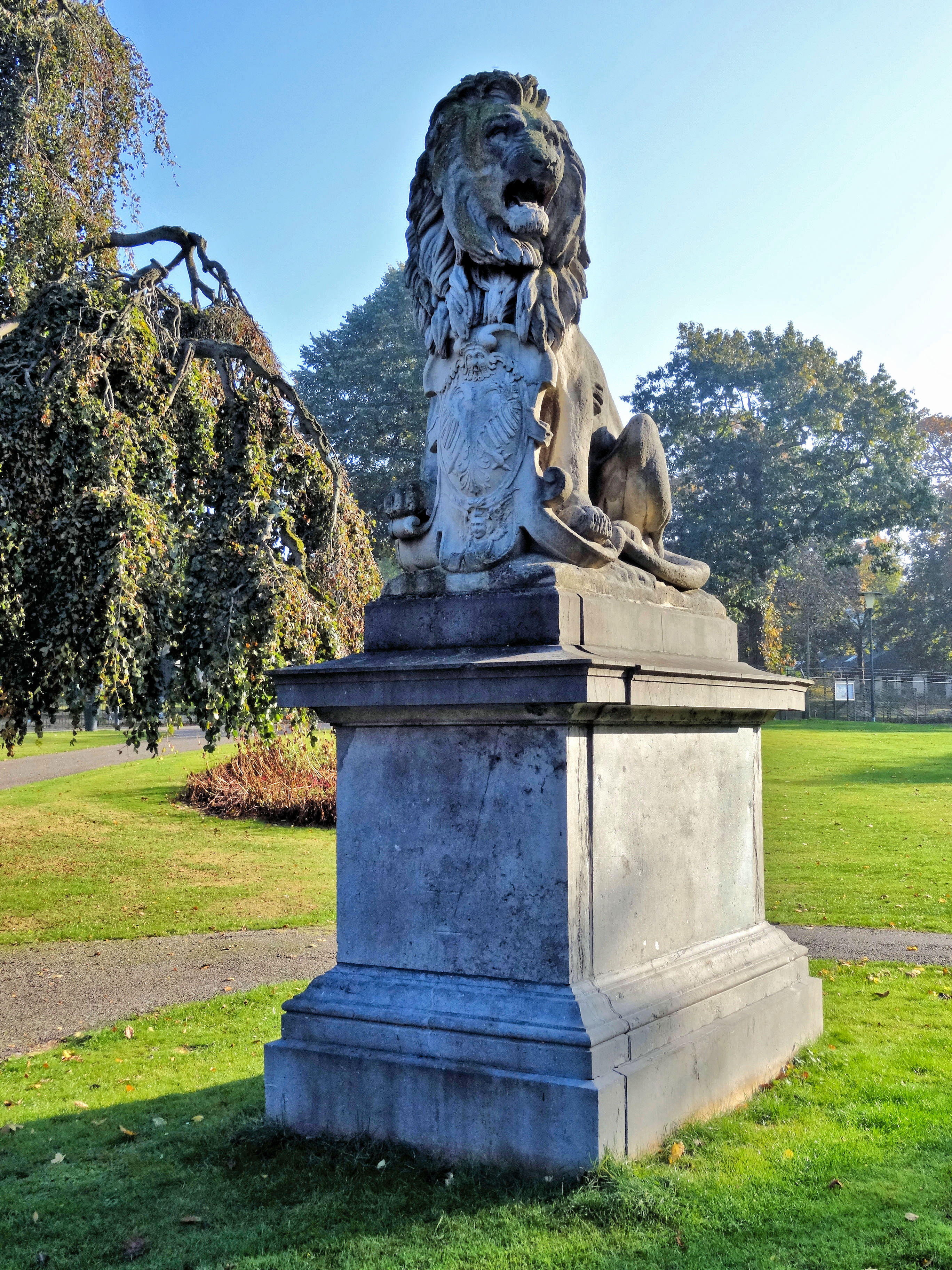
Löwe im Kronenburgerpark

Henri Leeuw jr. (* 7. Oktober 1861 in Roermond; † 12. Juni 1918 in Amsterdam) war ein niederländischer Maler und Bildhauer.

## Leben und Werk
Leeuw war ein Sohn des Bildhauers Henri Leeuw sr. und dessen zweiter Ehefrau Anna Amelia Hubertina Raemaekers. Sein Bruder war der Architekt Oscar Leeuw. Er erwarb seine Lehrbefugnis im Zeichenunterricht, lehrte für kurze Zeit in Warffum und ab 1883 an einer höheren Bürgerschule in Nimwegen. Dort gab er auch privaten Zeichenunterricht, unter anderem seinem Neffen, dem späteren politischen Zeichner Louis Raemaekers.
Leeuw arbeitete als Aquarellist, Illustrator, Radierer und Grafiker. Er kooperierte eng mit seinem Bruder Oscar, mit dem er eine ganze Reihe von Gebäuden entwarf, wobei er vorrangig für den innenarchitektonischen und dekorativen Teil zuständig war. Höhepunkte dieser Kooperation waren 1902 die Gestaltung des Jagdschlosses De Mookerheide und 1914/1915 die Errichtung des im Stil des Art déco gehaltenen Concertgebouw de Vereeniging („Konzertgebäude die Vereinigung)“ in Nimwegen. 1916 wurde auch der Kleine Saal des Concertgebouw De Vereeniging mit Wandmalereien von Henri Leeuw und Huib Luns fertiggestellt. Für das Jagdschloss de Mookerheide, ein Jugendstilgebäude mit mozarabischen und altägyptischen Einflüssen in den Verzierungen der Fassade, gestaltete Leeuw unter anderem ein Glasfenster mit einer Darstellung der Hubertus-Legende. Beide Anlagen, das Jagdschloss wie das Konzertgebäude stehen heute als Rijksmonument (Nationaldenkmal) unter Denkmalschutz.
Zusammen mit seinem Vater fertigte er 1886 die Kalksteinstatue eines Löwen im Kronenburgerpark an, die inzwischen ebenfalls als Rijksmonument unter Denkmalschutz steht. Der über zwei Meter hohe Löwe besteht aus Savonnières auf einem zwei Meter hohen Sockel. Der sitzende Löwe hat seinen Mund geöffnet und seinen Kopf nach links gedreht. Sein Schwanz läuft vorwärts entlang seines linken Hinterbeins. Eine Kartusche zwischen den Tatzen zeigt das Stadtwappen mit dem Doppeladler.
1898 war er zusammen mit seinem Bruder Oscar für die künstlerische Gestaltung der historischen Parade anlässlich der Amtseinführung von Königin Wilhelmina verantwortlich. Ab 1905 gab er aus gesundheitlichen Gründen keinen Zeichenunterricht mehr. Henri Leeuw jr. starb bereits im siebenundfünfzigsten Lebensjahr in Amsterdam und ist in Nimwegen bestattet worden.